# Kamerscherm

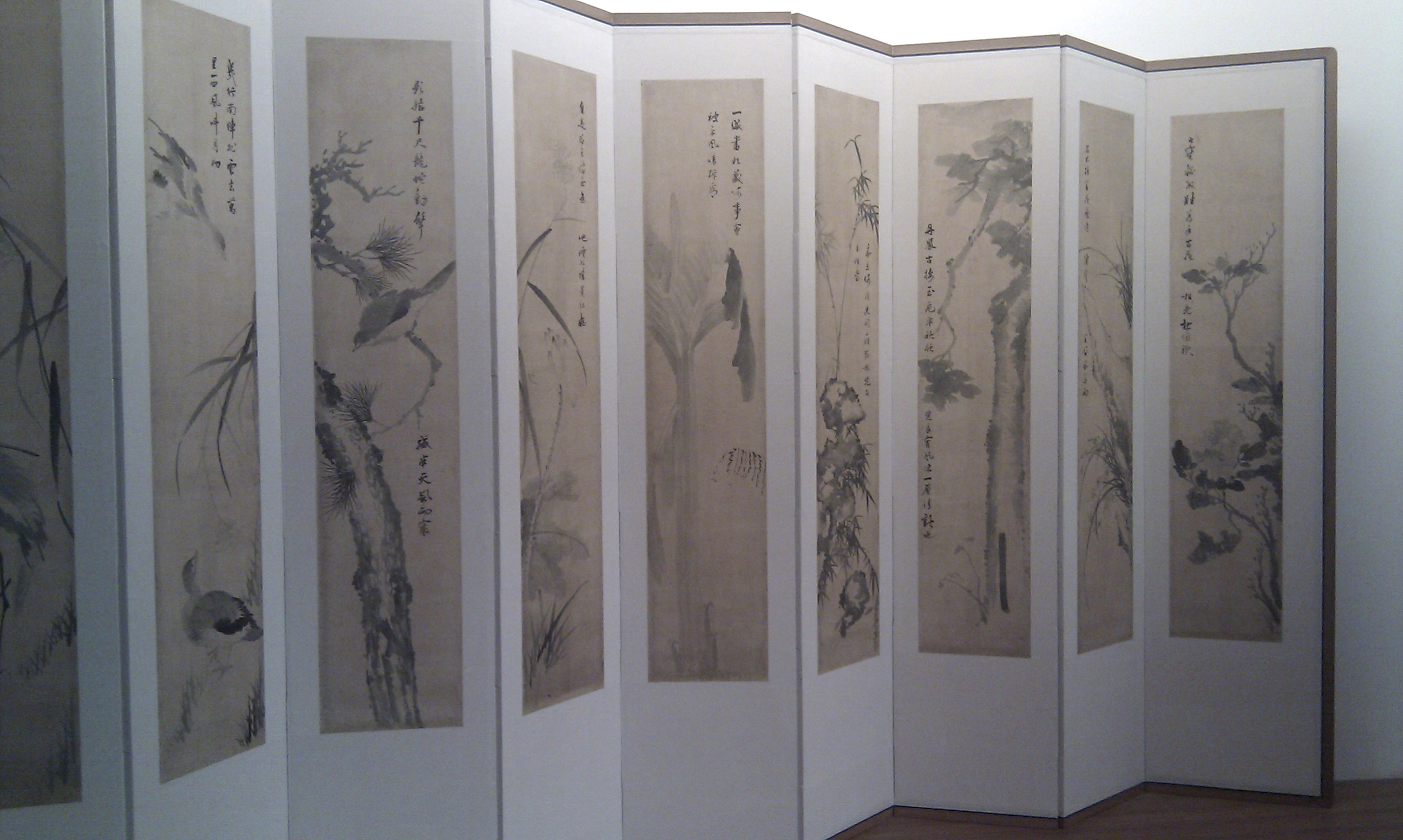
Een kamerscherm in de Musée Guimet, Parijs

Een kamerscherm of (op zijn Frans) paravent is een meubelstuk bestaand uit meerdere panelen, die verbonden zijn door scharnieren of op andere wijze. Kamerschermen kunnen uit verscheidende materialen worden gemaakt en in verschillende ontwerpen. Ze kunnen gebruikt worden voor zowel praktische als decoratieve functies in het interieur van een huis. De oorsprong van kamerschermen ligt bij China, waaruit het zich uiteindelijk verspreidde naar de rest van Oost-Azië, Europa en andere regio's in de wereld.
Kamerschermen dateren terug tot de Oostelijke Zhou-dynastie (771-256 v.Chr.) in China. Deze bestonden van oorsprong uit één paneel. Kamerschermen bestaand uit meerdere panelen ontstonden tijdens de Han-dynastie (206 v.Chr. – 220 n.Chr.).